# Huesca
Huesca este orașul de reședință a Provinciei Huesca, ce aparține comunității autonome Aragon. Huesca este totodată capitala regiunii Hoya de Huesca, de care aparține.

## Geografie
Orașul este situat în nordul Spaniei, mai exact în Valea Ebrului, alături de râul Isuela, în fața versanților exteriori ai munților Pirinei.

## Istorie
În antichitate ibericii ocupau regiunea înainte de sosirea romanilor. Orașul își găsește menționarea pe monede emise în secolul II î.Hr., denumite Bolsken.
Osca romanilor din secolul I Î.Hr. era deja un oras pe deplin romanizat. A fost capitala Hispaniei și ridicată la rang de municipiu de împăratul Octavianus Augustus în anul 30 î.Hr.
În urma perioadei vizigote și a invaziei arabe, Osca este controlată de către musulmani, care o numesc Wasqa. Transformată în frontieră în fața regatelor creștine din nord, au fost insistente încercările de asediere a orașului, ce au obligat citadela să se transforme într-o bază militară de linia întâi.
În anul 1094 regele creștin Sancho Ramirez a încercat să cucerească orașul construind castelul Montearagon. Regele a murit străpuns de o sageată în timp ce escalada zidul cetății orașului. În primăvara anului 1096 armata creștină, condusă de regele Pedro I au izolat Huesca de restul lumii timp de trei luni, reușind astfel să o înfometeze. Orașul a fost cucerit ulterior de catre regele Pedro I, în batalia numită Batalla de los Llanos de Alcoraz, denumire dată conform acordului ulterior dintre musulmani și creștini.

## Administrație
| Legislatură | Nume                          | Grup politic |
| ----------- | ----------------------------- | ------------ |
| 1979-1983   | José Antonio Llanas Almudévar | UCD          |
| 1983-1987   | Enrique Sánchez Carrasco      | PSOE         |
| 1987-1991   | Enrique Sánchez Carrasco      | PSOE         |
| 1991-1995   | Enrique Sánchez Carrasco      | PSOE         |
| 1995-1997   | Luis Acín Boned               | PAR          |
| 1997-1999   | José Luis Rubió Gracia        | PP           |
| 1999-2003   | Fernando Elboj Broto          | PSOE         |
| 2003-2007   | Fernando Elboj Broto          | PSOE         |

## Demografíe
| 1900   | 1910   | 1930   | 1940   | 1950   | 1960   | 1970   | 1981   | 1986   | 1992   | 1999   | 2004   | 2005   |  |
| ------ | ------ | ------ | ------ | ------ | ------ | ------ | ------ | ------ | ------ | ------ | ------ | ------ |  |
| 12.626 | 12.419 | 14.632 | 17.730 | 21.332 | 24.377 | 33.185 | 44.372 | 40.736 | 44.478 | 45.627 | 47.923 | 48.530 |  |

## Monumente
Monumente religioase
- Catedrala din Huesca, cu hramul Schimbarea la Față, edificiu gotic din secolele XIII-XIV.
- Iglesia San Pedro el Viejo (Biserica Sfântul Petru Vechi), biserică romanică din secolul al XII-lea
- Biserica Sfântul Laurențiu din Huesca, bisericuță barocă dedicată sfântului patron al orașului.

Monumente civile
- Primăria - Secolul XVI
- Ziduri antice, din strada Costa până la Plaza de Toros (piața taurilor), cu caracteristici islamice.
- Edificii civile ale secolelor XVI și XVII sunt și casele familiilor Climent -Santa Ana- Oña, Claver, Aísa și Palacio de Villahermosa.
- Secolul XX - Cazinoul municipal, abatorul, poșta, fiscul, pavilionul municipal sportiv, centrul de arte.

## Cultura
- Muzeul Creștin

- Muzeul Provincial

- Muzeul Arheologic

- Centrul de Arte și Biologie

- Muzeul Pedagogic

- Festivalul Internațional al Oralității

- Festivalul de Teatru

- Okuparte

- Festivalul de Film

- Congresul Jurnalismului digital

- Sărbătorile San Lorenzo și Săptămâna Mare, cu tradițiile zonale au fost declarate Sărbători de Interes Turistic.

## Sport
Palatul Municipal al Sporturilor

## Sărbători
- 22 ianuarie - San Vicente (Sf. Vicențiu)
- 23 aprilie - San Jorge (Sf. Gheorghe)
- 10 august - San Lorenzo (Sf. Laurențiu)

## Personalități
- Petrus Alphonsi⁠(en)[traduceți] (1076-1116), scriitor, teolog și astronom
- Ramón Acín (1888-1936), scriitor
- Julio Alejandro (n. 1906), marinar, poet, narator și dramaturg
- Antonio Saura (1930-1998), pictor
- Carlos Saura (1932-2023), regizor
- Arantxa Santamaria (n. 1982), fotomodel